# Rhamphosmittina
Rhamphosmittina is een monotypisch mosdiertjesgeslacht uit de familie van de Bryocryptellidae en de orde Cheilostomatida. De wetenschappelijke naam ervan is in 1988 voor het eerst geldig gepubliceerd door Hayward & Thorpe.

## Soort
- Rhamphosmittina bassleri (Rogick, 1956)